# Huize Osthoff
Huize Osthoff (Duits: Haus Osthoff) is een havezate in het Duitse Dülmen, in Noordrijn-Westfalen, gelegen op het voormalig landgoed Osthoff. In 1727 werd dit landgoed aangekocht door de barones Anna Maria von Landsberg - van Galen (1676-1734). In haar opdracht is er in 1737 dit huis op gebouwd, naar een ontwerp van de bekende Duitse barokarchitect Johann Conrad Schlaun.
Het bakstenen huis heeft typische elementen van de barokstijl uit de 18e eeuw. De kelder is opvallend hoog en heeft een kruisgewelf. Oorspronkelijk was het gebouw omgeven door een dubbele slotgracht.
Tot de Eerste Wereldoorlog was huize Osthoff een bestemming voor dagtochtjes met een prachtige tuin en hooghout. Na de Tweede Wereldoorlog werd het gebruikt als een privéwoning, maar in de jaren '60 was het huis te vervallen om in te wonen. In 2002 werd de ruïne aangekocht door een bedrijf voor binnenhuisarchitectuur en werden het huis en de bijbehorende baroktuin in de oude luister gerenoveerd. Het werd weer een beschermd historisch monument.

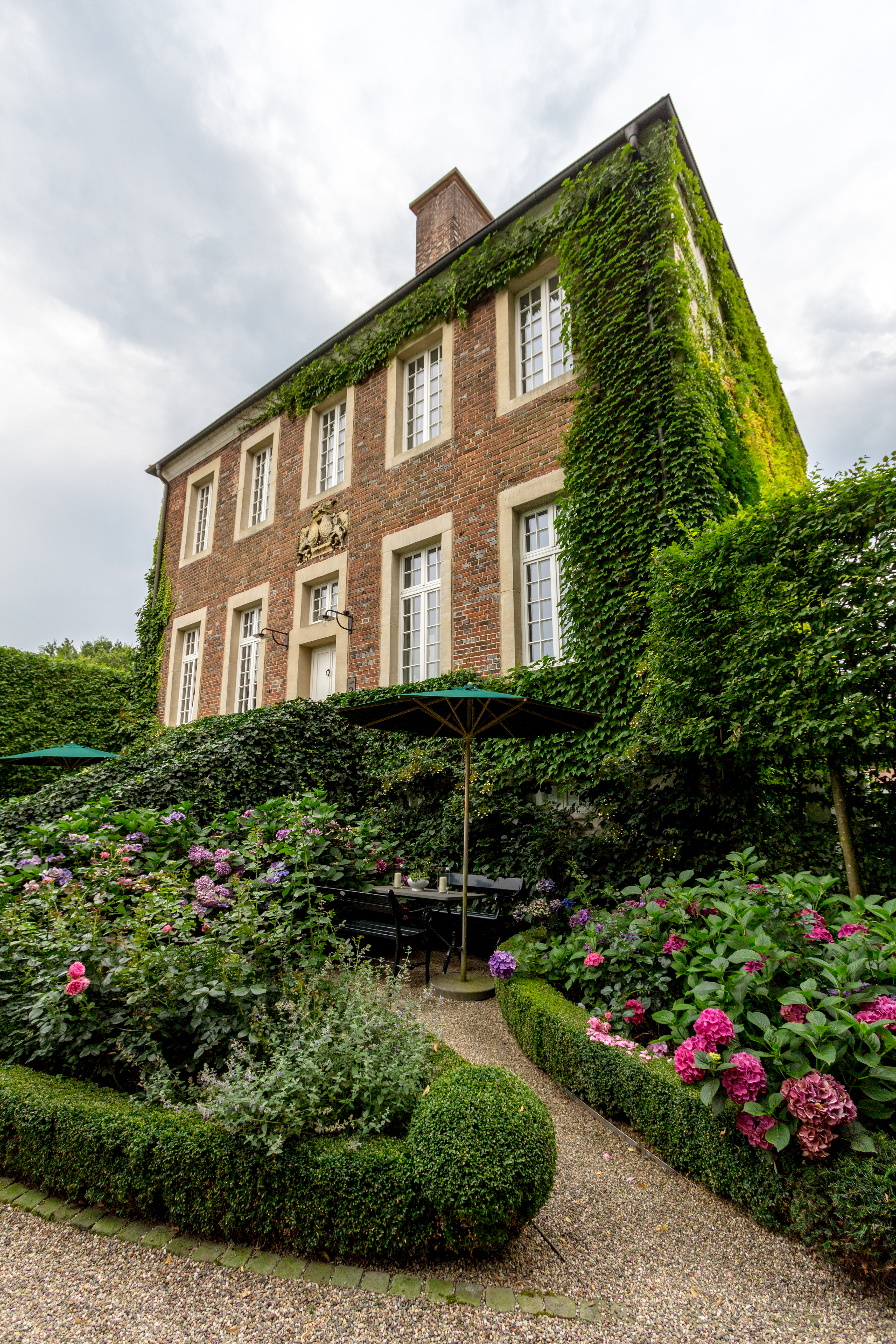
Noordkant met de tuin.